# Artur Rimbau i Clos
Artur Rimbau i Clos (Sant Feliu de Guíxols, Baix Empordà, 1898 - Girona, 1978) fou músic de cobla i compositor de sardanes. Fill d'Emili Rimbau i Casademont i de Concepció Clos i Pagés, va néixer al carrer Gorgoll de Sant Feliu de Guíxols el 26 de gener de 1898.
La família es va traslladar a viure al poble de d'Agullana Alt Empordà quan ell tenia 9 anys. L'any 1912 va ser un dels fundadors de la cobla “La Juvenil Agullanense” i el jove Rimbau s'hi va incorporar com a fiscornaire i on hi va romandre fins al 1916, any que es va desplaçar a viure i treballar a Barcelona, deixant de banda tot contacte amb el món de la música. Artur Rimbau va conrear molt especialment la composició sardanística i la seva primera sardana la va presentar a l'Aplec de la muntanya del Carmel de 1921, amb el títol “L'Aplec de la joventut”, que va ser molt ben rebuda per part del públic i de la crítica. A partir d'aleshores, va compondre més de més de dues centes setanta sardanes al llarg de la seva vida, algunes de les quals el nom feien referència al poble que el va veure néixer, “Aires de Ganxònia”, “Noies guixolenques”, “La Font de Montcalvari”, “Garbinada”, entre d'altres.
Fou homenatjat en diverses ocasions al llarg de la seva vida, l'any 1948 a la seva ciutat natal en reconeixement de la seva contribució en favor de les composicions musicals a Catalunya, l'any 1960 a Barcelona amb motiu de l'estrena de la seva sardana “Noies palamosines”, sardana interpretada per dues cobles i l'any 1974 a terres lleidatanes amb motiu de la Festa Major de Verdú. A Barcelona va viure a Sants, al barri d'Hostrafrancs -al tercer pis de l'edifici entre els carrers Callao i Ermengarda- on, els últims anys, hi donava classes, també com ajuda econòmica. Va morir a Girona l'any 1978 a l'edat de 80 anys.
Més títols de Sardanes del mestre Rimbau: Aires del Montgrí, 1929. Les nines de S'Agaró, 1935. Records del 6 d'octubre, 1935. Nines guixolenques, 1950. Sardanes a Gràcia, 1957. Muntanya Santa de Montserrat, 1957. Nines agullanenques, 1957. Noies palamosines, escrita directament per a un conjunt de 10 cobles, 1961. La meva fillola de Molins, 1967. Les Fires de Molins de Rei, 1968. Olot ciutat xamosa, 1968. L'un per l'altre, 1974.